# ريجنالد جادسون
ريجنالد جادسون (بالإنجليزية: Reginald Stanley Judson)‏ هو عسكري نيوزيلندي، ولد في 29 سبتمبر 1881 في نيوزيلندا، وتوفي في 26 أغسطس 1972 في أوكلاند في نيوزيلندا.